# Villa Tapia (kommun)
Villa Tapia är en kommun i Dominikanska republiken. Den ligger i provinsen Hermanas Mirabal, i den centrala delen av landet, 100 km norr om huvudstaden Santo Domingo. Antalet invånare i kommunen är cirka 25 000.